# Teladan Timur
Teladan Timur is een bestuurslaag in het regentschap Medan van de provincie Noord-Sumatra, Indonesië. Teladan Timur telt 10.221 inwoners (volkstelling 2010).